# Dies internacionals del record i la reconciliació pels que van perdre la vida a la Segona Guerra Mundial
Els Dies internacionals del record i la reconciliació pels que van perdre la vida a la Segona Guerra Mundial son uns dies internacionals que volen recordar a aquells que van perdre la vida durant la Segona Guerra Mundial, que se celebren el 8 i 9 de maig de cada any.
El 22 de novembre de 2004, l'Assemblea General de les Nacions Unides, a través de la Resolució 59/262, va declarar els dies 8 i 9 de maig com a 'Dies Internacionals de Record i Reconciliació en pels que van perdre la Vida a la Segona Guerra Mundial'.
En aquestes dates es produeix la rendició incondicional de l'Alemanya Nazi davant de les forces aliades, el 1945. A Europa, aquesta commemoració porta per nom 'Dia de la Victòria a Europa' (8 de maig) i Dia de la Victòria a la Federació Russa (9 de maig).